# Station Lieusaint - Moissy
Station Lieusaint - Moissy is een spoorwegstation aan de spoorlijn Paris-Lyon - Marseille-Saint-Charles. Het ligt in de Franse gemeentes Lieusaint en Moissy-Cramayel in het departement Seine-et-Marne (Île-de-France).

## Ligging
Het station ligt op kilometerpunt 25,864 van de spoorlijn Paris-Lyon - Marseille-Saint-Charles. Vlak buiten het station begint de LGV Sud-Est.

## Diensten
Het station wordt aangedaan door verschillende treinen van de RER D:
- Tussen Creil/Orry-la-Ville - Coye en Melun
- Tussen Paris Gare de Lyon en Melun

## Vorige en volgende stations
| Richting                         | Vorig station           | Lijn  | Volgend station           | Richting |
| -------------------------------- | ----------------------- | ----- | ------------------------- | -------- |
| Creil D3 Orry-la-Ville - Coye D1 | Combs-la-Ville - Quincy | RER D | Savigny-le-Temple - Nandy | Melun D2 |
| Paris Gare de Lyon               | Combs-la-Ville - Quincy | RER D | Savigny-le-Temple - Nandy | Melun D2 |